# هانس برينر
هانس برينر (بالألمانية: Hans Brenner)‏ هو ممثل نمساوي، ولد في 25 نوفمبر 1938 في النمسا، وتوفي في 4 سبتمبر 1998 في ألمانيا.

## وصلات خارجية
- هانس برينر على موقع IMDb (الإنجليزية)
- هانس برينر على موقع مونزينجر (الألمانية)
- هانس برينر على موقع ألو سيني (الفرنسية)
- هانس برينر على موقع ميوزك برينز (الإنجليزية)
- هانس برينر على موقع أول موفي (الإنجليزية)
- هانس برينر على موقع قاعدة بيانات الأفلام السويدية (السويدية)
- هانس برينر على موقع ديسكوغز (الإنجليزية)
- هانس برينر على موقع قاعدة بيانات الفيلم (الإنجليزية)
- هانس برينر على موقع كينوبويسك (الروسية)